# Avenue N
Avenue N – stacja metra nowojorskiego, na linii F. Znajduje się w dzielnicy Brooklyn, w Nowym Jorku i zlokalizowana jest pomiędzy stacjami Bay Parkway oraz Avenue P. Została otwarta 16 marca 1919.